# Oskari Vainionpää
Oskari Vainionpää, né le 7 août 1995 à Jurva, est un coureur cycliste finlandais. 

## Biographie
Oskari Vainionpää naît le 7 août 1995 à Jurva. Il commence le cyclisme vers l'âge de 16 ans, après avoir pratiqué le football et le hockey sur glace. Sa sœur Laura est également coureuse cycliste, tout comme son père Arto, qui est son entraîneur. Il obtient son premier titre majeur en 2014, en devenant champion de Finlande sur route espoirs.
À partir de 2016, il commence à courir en Belgique en rejoignant le club belge Asfra Racing Oudenaarde, avec l'ambition de devenir professionnel,. En juin, il devient champion de Finlande du contre-la-montre espoirs. Aux championnats de Finlande de 2017, il se classe deuxième du contre-la-montre et quatrième de la course en ligne, toujours chez les moins de 23 ans. Cette même année, il termine 71e du championnat d'Europe espoirs à Herning.
En 2019, lors des championnats de Finlande, il se classe tout d'abord troisième de l'épreuve contre-la-montre. Deux jours plus tard, il termine quatrième de la course en ligne, tandis que son père Arto remporte le titre à 51 ans.

## Palmarès
- 2014
  -  Champion de Finlande sur route espoirs
- 2016
  -  Champion de Finlande du contre-la-montre espoirs
- 2017
  - 2e du championnat de Finlande du contre-la-montre espoirs
- 2019
  - 3e du championnat de Finlande du contre-la-montre

## Classements mondiaux
| Année           | 2017   | 2018   | 2019   | 2020   |
| --------------- | ------ | ------ | ------ | ------ |
| UCI Europe Tour | 1 098e | 1 374e | 1 086e | 1 481e |